# Grdowci
Grdowci, Grdovci (maced. Грдовци) – wieś w północno-wschodniej Macedonii Północnej, w gminie Koczani.